# Hochfelden (antic municipi)
|  | No s'ha de confondre amb Hohenfelde. |

Hochfelden (en alsacià Huffàlde) és un antic municipi i actual municipi delegat francès, situat a la regió del Gran Est, al departament del Baix Rin. L'any 1999 tenia 2.944 habitants.
A finals del 2016 es va unir al municipi de Schaffhouse-sur-Zorn per crear el nou municipi de Hochfelden.

## Demografia
| 1962  | 1968  | 1975  | 1982  | 1990  | 1999  |
| ----- | ----- | ----- | ----- | ----- | ----- |
| 2.755 | 2.895 | 2.942 | 2.877 | 2.781 | 2.944 |

## Administració
| Període   | Identitat       | Partit |
| --------- | --------------- | ------ |
| 2001-2008 | Gérard Ober     |        |
| 2008-     | Georges Pfister |        |